# Cariñena (vino)
El cariñena es un vino con Denominación de Origen Protegida (DOP) producido en la provincia de Zaragoza. Su zona de producción fue constituida en 1933 y tiene como centro la localidad de Cariñena. Resulta ser la más antigua de la comunidad autónoma de Aragón, así como una de las más antiguas de España. Se encuentra a 50 kilómetros de Zaragoza, al sur del río Ebro, en el llamado Campo de Cariñena, nombre que también recibe la comarca donde se encuentra, que limita al sur con la Sierra Virgen y al oeste con la región de los vinos de Calatayud. 
Se trata de una zona con larga tradición vinícola que prosperó bajo la protección de los monasterios durante la Edad Media, pero donde ya se elaboraba algún tipo de bebida alcohólica (probablemente hidromiel) en el siglo III a. C., antes de ser conocida por los romanos como Carae.
Esta denominación obtuvo su registro ante la Unión Europea el 7 de octubre de 1989. También cuenta con registro ante la Organización Mundial de la Propiedad Intelectual desde 22 de junio de 2021.

## Municipios integrados en la Denominación
La Denominación de Origen Cariñena engloba 16 municipios de la provincia de Zaragoza: 
Aguarón, Aladrén, Alfamén, Alpartir, Almonacid de la Sierra, Cariñena, Cosuenda, Encinacorba, Fuendetodos, Longares, Mezalocha, Muel, Paniza, Tosos, Villanueva de Huerva, Vistabella de Huerva.

## El entorno
El terreno parte desde los 400 metros sobre el nivel del mar y se eleva hacia el sur alcanzando altitudes de 800 metros. El suelo es de caliza rojiza sobre estratos de roca suelta con mucho carbonato de calcio y, en algunos lugares, pizarra y arcilla.
El clima es continental con grandes variaciones térmicas no solo entre el verano (donde se pueden llegar a alcanzar los 40 °C) y el invierno (temperaturas mínimas de -5 °C a -8 °C) sino también entre el día y la noche. Otro factor climático característico de la zona es el cierzo, viento que sopla frío y seco del norte.

## Variedades de uvas
- Tintas: Mazuela también llamada Mazuelo o Cariñena, Garnacha, Juan Ibáñez, Tempranillo, Merlot, Monastrell, Syrah, Vidadillo y Cabernet Sauvignon.
- Blancas: Macabeo, Garnacha blanca, Chardonnay Moscatel Alejandría y Parellada.

La variedad más comúnmente plantada es la Garnacha Tinta (55%), utilizada para la producción de tintos y rosados seguida de Mazuelo y Tempranillo (15 %), mientras que la Viura (20 %) es la variedad común para los blancos. Varios productores están también experimentando con variedades foráneas como Chardonnay y Parellada, ampliando considerablemente la variedad de vinos producidos en los últimos años. La mayoría de vides se plantan en espaldera con 3m de distancia entre filas y con una densidad de entre 1500 y 3000 vides/hectárea. La cosecha suele comenzar en septiembre.

## Añadas

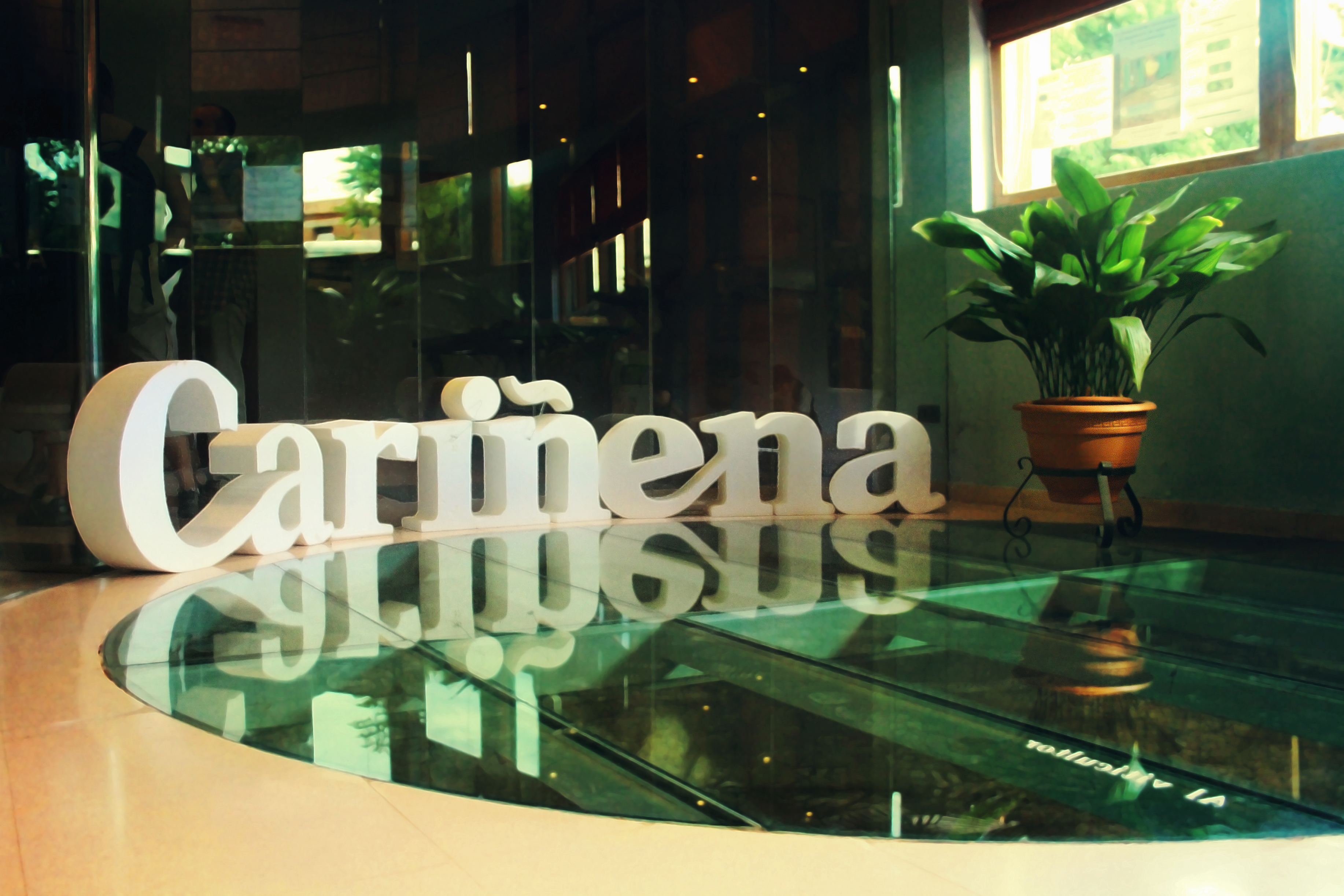
Museo del Vino, DO Cariñena

- 1980 Buena
- 1981 Excelente
- 1982 Buena
- 1983 Buena
- 1984 Muy buena
- 1985 Excelente
- 1986 Regular
- 1987 Muy buena
- 1988 Muy buena
- 1989 Buena
- 1990 Muy buena
- 1991 Muy buena
- 1992 Muy buena
- 1993 Muy buena
- 1994 Buena
- 1995 Buena
- 1996 Muy buena
- 1997 Regular
- 1998 Excelente
- 1999 Buena
- 2000 Muy buena
- 2001 Excelente
- 2002 Muy buena
- 2003 Buena
- 2004 Excelente
- 2005 Excelente
- 2006 Muy buena
- 2007 Excelente
- 2008 Muy buena
- 2009 Muy buena
- 2010 Excelente
- 2011 Excelente
- 2012 Muy buena
- 2013 Muy buena
- 2014 Muy buena
- 2015 Muy buena
- 2016 Muy buena
- 2017 Muy buena
- 2018 Muy buena
- 2019 Excelente
- 2021 Muy buena
- 2022 Muy buena